# Henry McCullough
Henry McCullough, rodným jménem Henry Campbell Liken McCullough (21. července 1943 – 14. června 2016) byl anglický písničkář a kytarista, který hrál ve skupinách Spooky Tooth, Wings a Grease Band.

## Raná kariéra
McCulloughova hudební kariéra začala počátkem 60. let, kdy působil jako sólový kytarista skupiny The Skyrockets v irském Enniskillen. V roce 1964, společně s dalšími třemi členy The Skyrockets opustil a založil novou skupinu Gene and The Gents, kterou vedl zpěvák původem z Jižní Afriky Gene Chetty.
V roce 1967 se McCullough přestěhoval do Belfastu kde společně s dalšími hudebníky, kterými byli Chris Stewart (baskytara), Ernie Graham (zpěv) a Dave Lutton (bicí) založil psychedelic-rockovou skupinu The People. Koncem téhož roku se skupina přestěhovala do Londýna, kde podepsali smlouvu s Chas Chandlerem, který změnil jméno skupiny na Éire Apparent. Pod Chandlerovým vedením, přestože vydali jenom jeden singl, jezdili po turné s takovými skupinami, jako byli Pink Floyd, Soft Machine, The Move a The Jimi Hendrix Experience. Vše šlo hladce až do roku 1968, kdy byl McCullough poslán z Kanady zpátky do Irska, kvůli problémům s vízem, jeho místo ve skupině pak převzal Mick Cox.
Po návratu do Irska se připojil k původně folkové skupině Sweeney's Men. Pod jeho vlivem brzy začali mísit folk a rock, a jsou často zmiňováni jako průkopníci folk-rocku. Po ročním působení v Irsku se McCullough vrátil do Londýna, kde pracoval jako člen doprovodné skupiny Joe Cockera, Grease Band (s kterými hrál na jejich stěžejním albu bez Cockera). S Cockerem pak koncertoval po Spojených státech a vystupoval s ním i na festivalu ve Woodstocku.